# Fortune (Schiffstyp)
Der Typ Fortune ist ein Liberty-Ersatzschiffstyp, welcher von Algonquin International/G. T. R. Campbell in Zusammenarbeit mit der Werft Ishikawajima-Harima Heavy Industries in Tokyo, Japan, Ende der 1960er Jahre als Fortführung der außerordentlich erfolgreichen Baureihe des Typs Freedom entwickelt wurde.

## Geschichte
Der große Erfolg des seit 1968 produzierten Freedom-Schiffstyps und die Nachfrage nach immer größeren Einheiten auf dem Trampschiffs- und Bulk-Markt veranlassten Ishikawajima-Harima Heavy Industries und das Konstruktionsbüro Algonquin International sich bei ihrem Entwurf an den größten Maßen des Sankt-Lorenz-Seewegs zu orientieren. Die Schiffe hatten fünf Laderäume und einem Rauminhalt von 30.600 m³ (Schüttgut) beziehungsweise 29.000 m³ (Stückgut) und rechteckigen daneben angeordneten Toppseitentanks. Vier Laderäume waren besonders geeignet für die Aufnahme langer Güter. Der kleine Raum 3 war durch eine doppelte Außenhaut kastenförmig ausgelegt, um den Getreidetransport zu vereinfachen, er konnte auch als Ballastraum genutzt werden. Das von Algonquin entwickelte neuartige Ladegeschirr bestand aus fünf elektrohydraulisch betätigten Ladebäumen mit je 10 Tonnen Hebekraft, die jeweils von nur einem Mann bedient werden konnten. Wahlweise konnten auch Einhängedecks für den Transport von KFZ geordert werden. Die trotz der vielseitigen Auslegung auf den Transport von Erzen, Massengütern, Holz und Halbfertigprodukten, aber auch von Containern, einfach ausgelegte Bauform war zweifellos auch der Tatsache geschuldet, das die meisten der noch zu ersetzenden Liberty- und Victory-Schiffe zu diesem Zeitpunkt durch eher kleine Reedereien mit beschränkten Mitteln betrieben wurden. Der Fokus der Werft lag auf genau diesen kleinen Reedereien, für die zu jenem Zeitpunkt Neubauten eines völlig neuartigen Schiffstyps nur schwer finanzierbar gewesen wären.
Das erste Schiff dieses Typs, die Attica wurde Ende 1970 von der Bauwerft Ishikawajima-Harima Heavy Industries an seine neuen Eigner Faros Shipping Co. aus Piräus übergeben. Es sollte monatlich ein Schiff vom Stapel laufen. Bei Beginn der Produktion lag der Auftragsbestand schon bei 24 Einheiten. Auch heute noch ist vereinzelt eines dieser Schiffe, vor allem in Häfen Asiens und Südamerikas anzutreffen.
Auf der Grundlage des Typs Fortune entwickelte Campbell und IHI unter dem Namen Friendship einen weiteren Entwurf, der mit besonderen Luken und einem speziellen Ladegeschirr ausgerüstet war.